# Bremser (Eisenbahn)

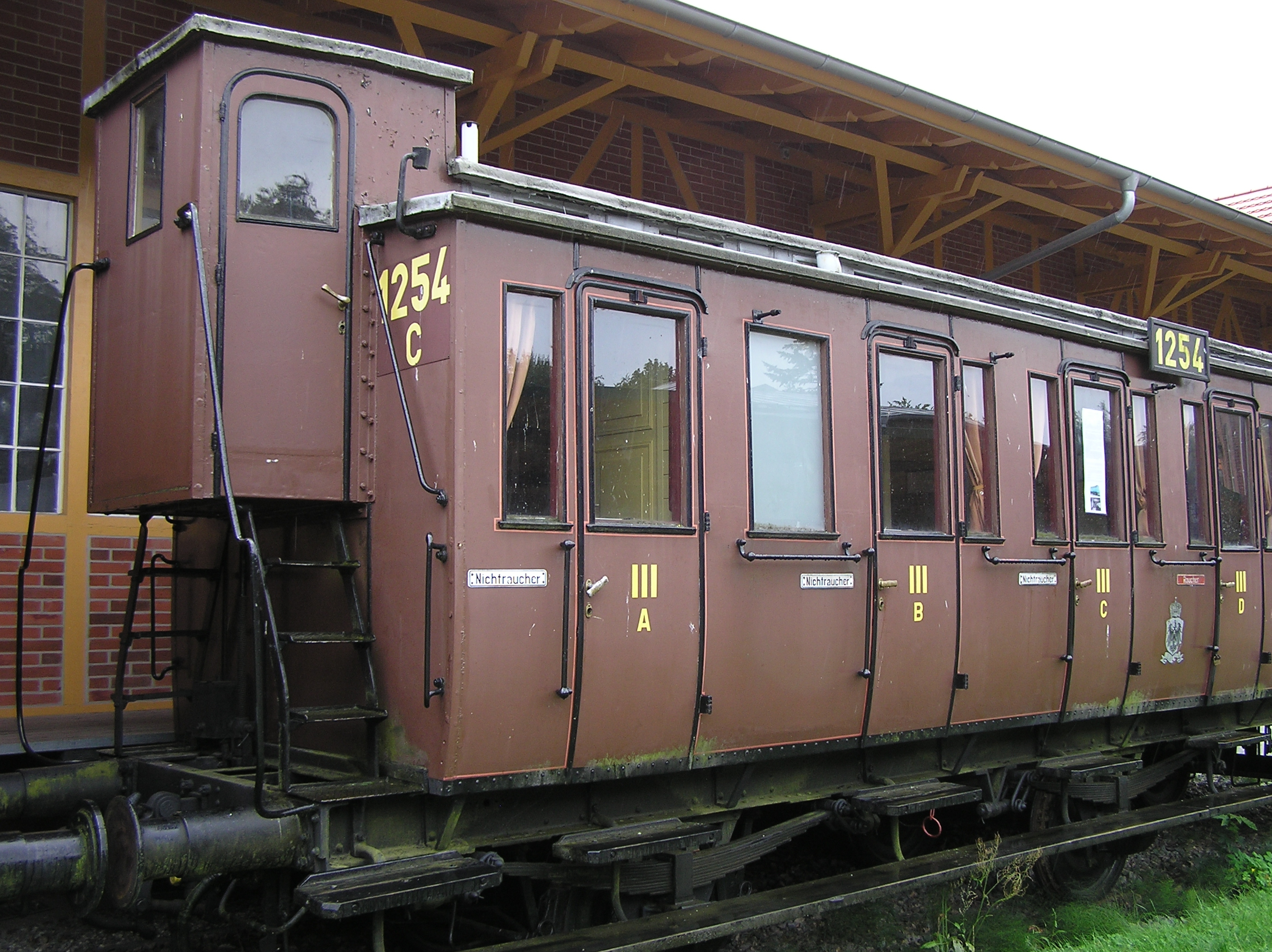
Bremserhaus an einem preußischen Abteilwagen

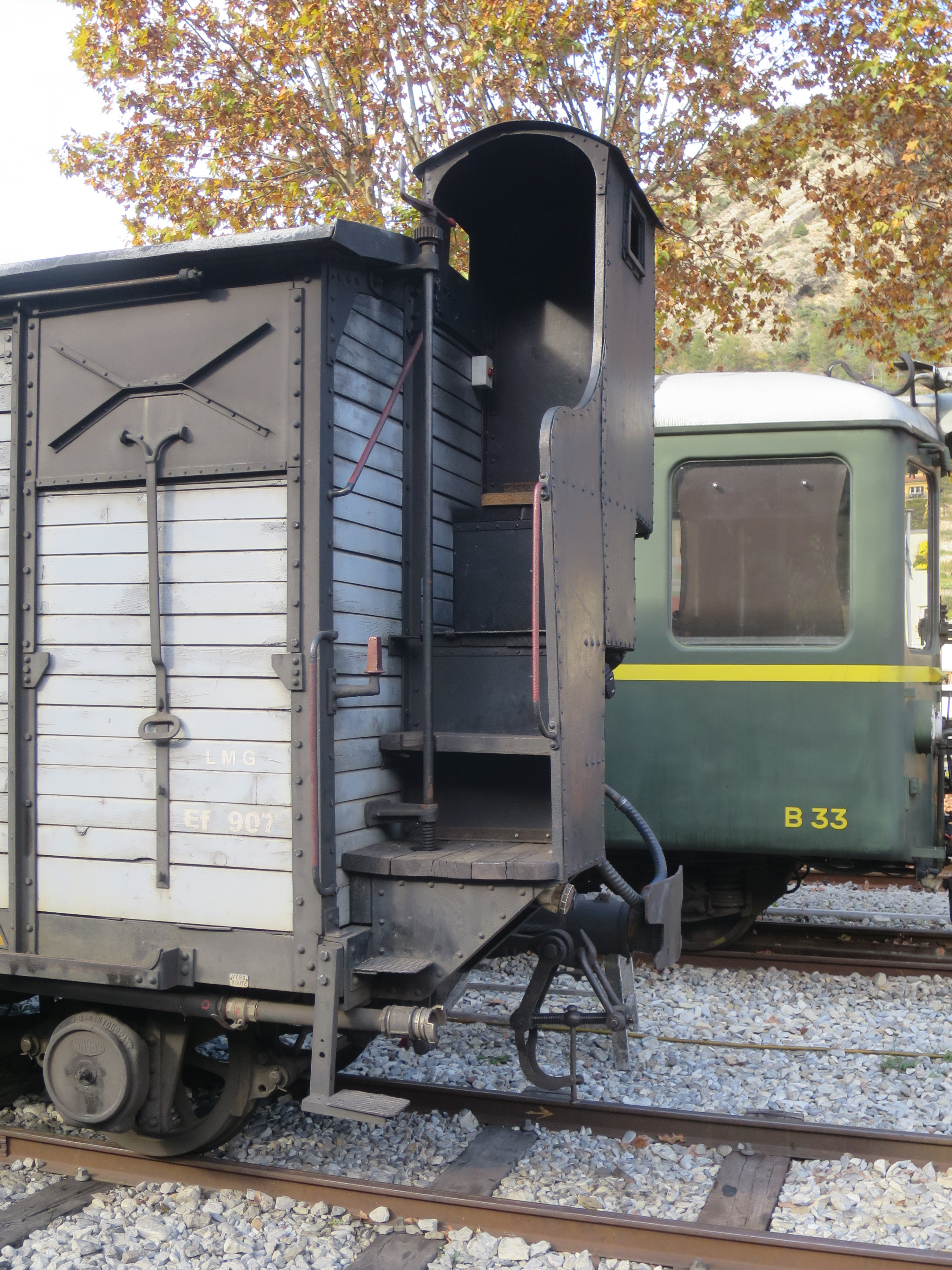
Offenes Bremserhaus an einem Güterwagen der Chemins de Fer de Provence

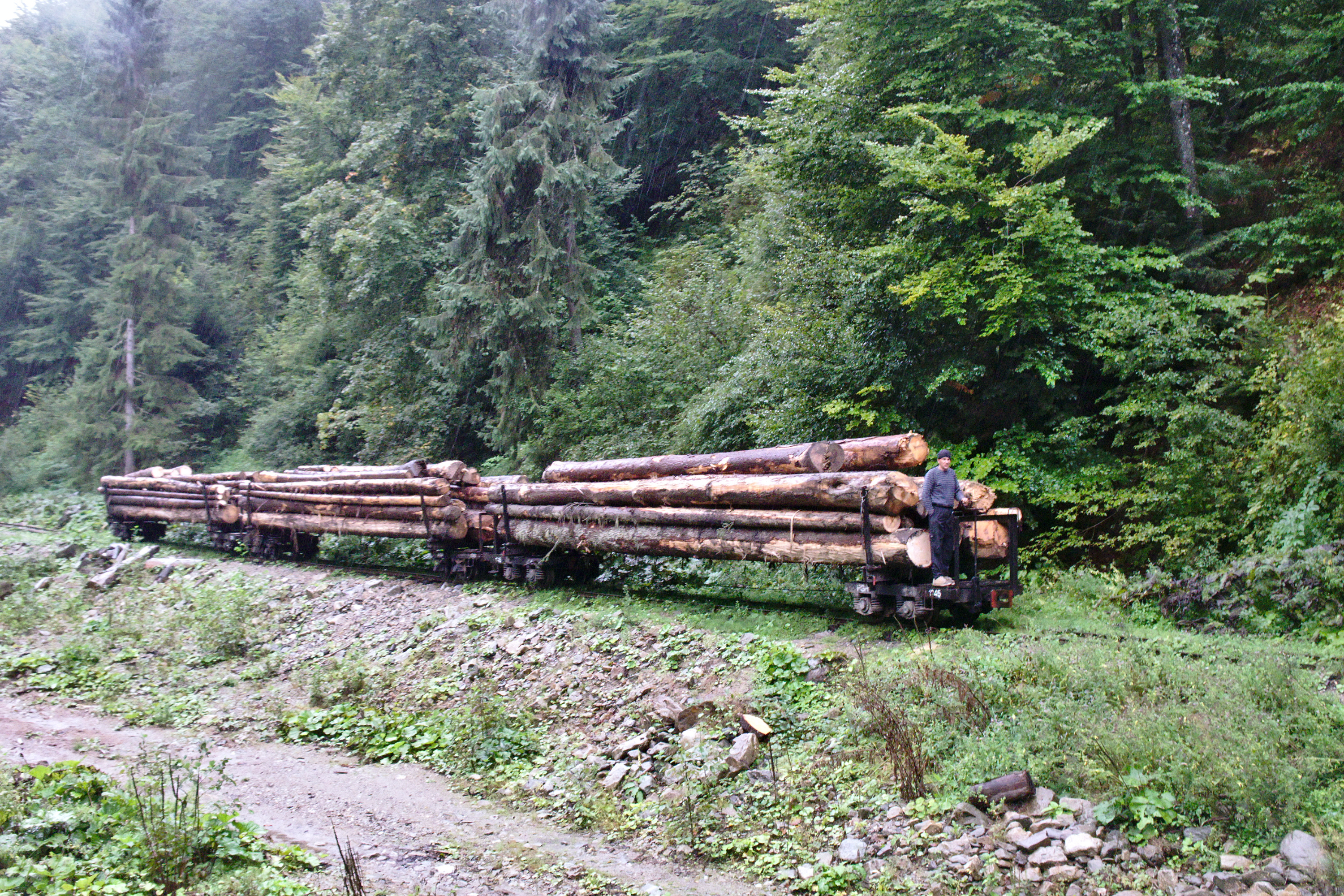
Handgebremster Holztransport auf der Wassertalbahn in Rumänien

Skizze eines Personenwagens von 1886 mit Bremserhäuschen

Bremser sind Eisenbahner, die für das Bremsen von Eisenbahnzügen verantwortlich sind. Dieser Beruf wurde in Europa und bei den meisten Eisenbahnen auch außerhalb Europas durch die Einführung automatischer Bremssysteme verdrängt.

## Einsatz
Wenn Eisenbahnzüge keine durchgehenden Bremsseile oder -leitungen haben, müssen die Fahrzeuge von Hand gebremst werden. In Europa saßen die Bremser in der Regel auf Bremssitzen oder im Bremserhaus auf entsprechend eingerichteten Eisenbahnwagen. Sie legten die Bremse mittels einer Handkurbel an und lösten sie wieder.
Ein Problem stellten lange Dienstzeiten und übermüdete Bremser dar. So sollten bei Güter- und Militärzügen der Preußischen Eisenbahnen die Bremser sich gegenüber dem Fahrdienstleiter oder Aufsichtsbeamten eines Bahnhofs bemerkbar machen, tagsüber militärisch grüßen, nachts eine weiße Laterne auf und ab schwenken. Damit sollte kontrolliert werden, ob alle Bremser noch dienstfähig waren. Der Beruf des Bremsers war besonders im Winter sehr hart, da sie in den engen Bremserhäusern auf den Waggons der Kälte ausgesetzt waren, ohne sich bewegen oder sich wärmen zu können.
Seit der flächendeckenden Einführung der durchgehenden Druckluftbremse bei Güterzügen der Deutschen Reichsbahn Mitte der 1920er-Jahre gibt es diesen Beruf in Deutschland nicht mehr. 
Die einzigen in Deutschland heute noch per Handbremse gebremsten Züge sind der Schlepptender und die drei Personenwagen vom Nachbau des Adler-Zuges. Der Nachbau der Dampflokomotive selbst ist wie das Original ungebremst.
Weiter sind Bremser noch im Einsatz:
- bei der Achenseebahn in Tirol,
- bei den San Francisco Cable Cars,
- auf Waldbahnen in Südosteuropa, wo Forstarbeiter auch als Bremser tätig werden, da die Holztransporte üblicherweise über keine automatischen Bremsen verfügten und
- auf der Bahnstrecke Massaua–Asmata, Eritrea, bei einem Höhenunterschied von mehr als 2300 Metern.
- auf der Mount Washington Cog Railway wird der Wagen von einem mitfahrenden Bremser manuell gebremst. Dieser steuert den Waggon auch bei der Bergfahrt.

## Signalisierung (Deutsche Bahn)
Eine möglichst synchrone Arbeit der Bremser war notwendig, um Zugtrennungen zu vermeiden und die Züge ruckfrei zum Stillstand zu bringen. Der Auftrag dazu wurde vom Lokführer mit der Lokomotivpfeife erteilt. Eine andere Form der Kommunikation zwischen Lokomotivführern und Bremsern war noch nicht möglich. Folgende Signale wurden verwendet:
- Zp 1: Achtungssignal (ein mäßig langer Pfiff; heute noch in unterschiedlicher Funktion in Gebrauch)
- Zp 2: Handbremsen mäßig anziehen (ein kurzer Pfiff)
- Zp 3: Handbremsen stark anziehen (drei kurze Pfiffe)
- Zp 4: Handbremsen lösen (zwei mäßig lange Pfiffe)
- Zp 5: Notsignal (drei kurze Pfiffe mehrmals hintereinander): Beim Zug ist etwas Außergewöhnliches eingetreten – Bremsen und Hilfe leisten. Das Signal entspricht dem ebenfalls heute noch verwendeten Signal Sh 5, welches ebenfalls als Notsignal verwendet wird.

Obgleich diese Signale heute obsolet sind, da es keine Bremser mehr gibt, sind sie noch immer in der Eisenbahn-Signalordnung sowie im Signalbuch der DB zu finden. Für Bremsproben werden separate Signale verwendet, die ebenfalls zu den Zugpersonalsignalen gehören (Zp 6, Zp 7, Zp 8).

## Trivia
Insbesondere an steilen Eisenbahnstrecken mit regem Güterverkehr gab es regelrechte Kolonien, in denen die Bremser mit ihren Familien lebten, da hier in den Zügen viele Wagen mit Bremsern besetzt werden mussten. Beispiele sind die Eisenbahnerdörfer Neuenmarkt, Heigenbrücken und Pressig-Rothenkirchen.
Der Ausdruck „Hilfsbremser“ meinte ursprünglich einen im Bremserhäuschen mitfahrenden Gehilfen, seit den 1930er Jahren wurden damit aber auch scherzhaft Personen bezeichnet, die andere einfache Hilfstätigkeiten ausübten, beispielsweise Hilfsgeistliche oder studentische Hilfskräfte. Der Ausdruck wird heute nur noch sehr selten gebraucht.